# Aporocassida graphica
Aporocassida graphica es un coleóptero de la familia Chrysomelidae. Fue descrita en 1824 por Germar.